# Aprilia Volley 2008-2009
Questa voce raccoglie le informazioni riguardanti l'Aprilia Volley nelle competizioni ufficiali della stagione 2008-2009.

## Organigramma societario
Area direttiva
- Presidente: Gianfranco Salvadori

Area tecnica
- Allenatore: Luca Cristofani
- Allenatore in seconda: Stefano De Sisto
- Scout man: Alfredo Martilotti (fino all'11 gennaio 2009), Danilo Contrario (dal 12 gennaio 2009)

Area comunicazione
- Videoman: Dario Denotarpietro

Area sanitaria
- Medico: Fabio Silvestri
- Fisioterapista: Alberto Gandolfo
- Preparatore atletico: Vincenzo Manzi
- Ortopedico: Gianluca Martini

## Rosa
| N° | Nome                 | Ruolo | Data di nascita   | Nazionalità sportiva |
| -- | -------------------- | ----- | ----------------- | -------------------- |
| 2  | Nneka Arinze         | S     | 14 luglio 1983    | Italia               |
| 3  | Stefania Casuscelli  | C     | 23 settembre 1975 | Italia               |
| 4  | Elisa Lancellotti    | P     | 23 febbraio 1991  | Italia               |
| 5  | Maura Palazzini      | C     | 15 agosto 1976    | Italia               |
| 6  | Elitza Krasteva      | L     | 17 ottobre 1982   | Italia               |
| 7  | Daniela Ginanneschi  | S     | 7 aprile 1978     | Italia               |
| 8  | Giorgia Tanturli     | P     | 1º settembre 1981 | Italia               |
| 9  | Juliana Carvalho     | S     | 22 maggio 1984    | Brasile              |
| 10 | Gabriella Vico       | S     | 4 dicembre 1987   | Italia               |
| 11 | Jesica Umansky       | P     | 20 gennaio 1982   | Argentina            |
| 12 | Kenny Moreno         | O     | 6 gennaio 1979    | Colombia             |
| 13 | Mila Rizzo           | C     | 28 ottobre 1977   | Italia               |
| 15 | Valentina Martilotti | S     | 16 luglio 1988    | Italia               |
| 18 | Eleonora Capone      | L     | 19 gennaio 1992   | Italia               |